# El reino animal (película de 2023)
El reino animal, título original en francés Le règne animal, es una película dramática francesa de 2023 dirigida por Thomas Cailley. La película de aventuras con elementos de ciencia ficción se desarrolla en el futuro y habla de seres mutantes que logran escapar hacia la libertad. Los papeles principales fueron asumidos por Romain Duris, Adèle Exarchopoulos y Paul Kircher. 
La película se estrenó en el Festival de Cine de Cannes en mayo de 2023 y tuvo estreno en cines franceses el 4 de octubre de 2023.

## Sinopsis
Las primeras mutaciones de humanos a animales ocurrieron en la Tierra. Dos años después, la sociedad se ha adaptado a este desarrollo que afecta a los hombres. Ella cuida de sus "criaturas" y las hace tratar en centros especiales. Cuando un convoy se estrella un día, algunas criaturas logran huir al desierto. Entre ellos se encuentran un padre y su hijo que buscan a la madre del niño. En este empeño cuentan con el apoyo de una mujer policía.